# Jamie Gray Hyder
Jamie Gray Hyder (27 aprile 1985) è un'attrice e modella statunitense.

## Biografia
Hyder è di origini libanesi e ha frequentato la JEB Stuart High School e l'Università della Georgia.
Ha interpretato Echo nello sparatutto in prima persona del 2014 Killzone: Shadow Fall, prodotto da Guerrilla Games e realizzato per la console Sony PlayStation 4.
Nel 2014 ha recitato al fianco di Andrew Keegan e Ray Liotta nel video musicale di Lovers on the Sun di David Guetta, diretto da Marc Klasfeld e tratto dall'album Listen.
Nel 2016, ha interpretato il tenente Nora Salter in Call of Duty: Infinite Warfare, pubblicato il 4 novembre dello stesso anno.
Ha anche interpretato Lucia Solano nella stagione 2 di Graceland e il lupo mannaro Danielle nelle stagioni 5 e 6 di True Blood.
È nota soprattutto per il ruolo di Jen nella serie televisiva Marvel Inhumans. Dal 2019 al 2021 ha interpretato il detective Katriona Kat Tamin nella serie televisiva Law & Order - Unità vittime speciali.

## Filmografia

### Cinema
- The Gallon Challenge,  regia di Thomas Bennett (2010)
- Sandy Wexler, regia di Steven Brill (2017)
- Fall, regia di Shereen Lani Younes - cortometraggio (2018)
- Jamie Gray Hyder, di registi vari (2018)
- Better Days, regia di Alessio Di Giambattista (2019)
- Mischief Upon Mischief, regia di Ken Gamble (2021)

### Televisione
- Padre in affitto (Sons of Tucson) - serie TV, 1 episodio (2010)
- True Blood - serie TV, 11 episodi (2012-2013)
- Graceland - serie TV, 12 episodi (2014-2015)
- NCIS - Unità anticrimine (NCIS) - serie TV, 1 episodio (2016)
- Bones - serie TV, 1 episodio (2016)
- Rizzoli & Isles - serie TV, 1 episodio (2016)
- Criminal Minds - serie TV, 1 episodio (2017)
- Inhumans - serie TV, 3 episodi (2017)
- The Resident - serie TV, 3 episodi (2018)
- Chicago Med - serie TV, 3 episodi (2018)
- The Last Ship - serie TV, 3 episodi (2018)
- Law & Order - Unità vittime speciali (Law & Order: Special Victims Unit) - serie TV, 37 episodi  (2019-2021)

### Doppiaggio
- Killzone: Shadow Fall - videogioco (2013)
- Call of Duty: Infinite Warfare - videogioco (2016)
- Voltron: Legendary Defender - serie TV, 14 episodi (2017-2018)
- Need for Speed: Heat - videogioco (2019)

## Doppiatrici italiane
Nelle versioni in italiano dei suoi lavori, Jamie Gray Hyder è stata doppiata da:
- Mattea Serpelloni in Inhumans, Criminal Minds
- Monica Migliori in NCIS - Unità anticrimine
- Letizia Scifoni in Law & Order - Unità vittime speciali

Da doppiatrice è stata sostituita da:
- Katia Sorrentino in Call of Duty: Infinite Warfare